# Monochromatyzm (grafika)

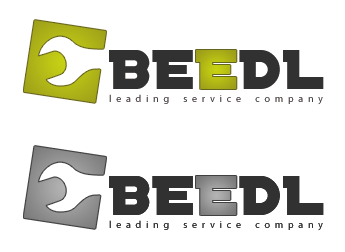
Przykładowe logo w wersji bazowej (na górze) oraz w wersji monochromatycznej (na dole).

Monochromatyzm – pojęcie używane głównie w komputerowej grafice projektowej, lecz pojawiające się również w innych odłamach grafiki. Oznacza przedstawienie danego elementu graficznego w odcieniach jednej barwy, najczęściej szarości. Z tego typu monochromatyzmem najczęściej można się spotkać podczas prezentowania komercyjnych typów grafik jak np. logo. Wówczas logo, które w wersji bazowej posiada jakąś barwę (inną niż czarną, białą czy przejścia tonalne między tymi dwiema barwami), musi być również przedstawione w wersji monochromatycznej, a więc pozbawione barw, składające się jedynie z odcieni szarości (najczęściej) lub w odcieniach tylko jednej barwy (rzadko).